# 東京市電気局1000形電車
東京市電気局1000形電車（とうきょうしでんききょく1000がたでんしゃ）は、東京市電気局（後の東京都交通局）で使用されていた路面電車（市電→都電）車両である。なお、本項では1000形の後期製造車両の改番で区分された形式の東京都交通局1100形電車、及び前記両形式からの車体延長改造車である東京都交通局1300形電車についても併せて記述する。

## 1000形
1932年（昭和7年）から1936年（昭和11年）にかけて130両が製造された、全長10メートルの小型ボギー車。車体は新造だが、台車と電装品は老朽化した木造の旧1000形のものを流用している。製造時期により、下記の通り外観などに若干の差異があった。
- 1933年までに登場した1001 - 1040の40両は客扉のステップが1段で、客扉の上辺が側窓より高い位置にある。
- 1934年 - 1935年に登場した1041 - 1085の45両は客扉のステップが2段で、客扉の上辺と側窓の高さが揃っている。
- 1935年 - 1936年に登場した1086 - 1130の45両は1041 - 1085と同様だが、前面雨樋が曲線になり、前面には傾斜が付いている。

戦時中の1942年に1932年製のもののうち7両が満洲国の新京市電に譲渡された。その後戦災によって43両（1001 - 1040の中の1両、1041 - 1085の中の20両、1086 - 1130の中の22両）が焼失。そのうち元1001 - 1085から5両、元1086 - 1130から5両の計10両が戦後更生復旧を果たした。
1948年（昭和23年）の改番により、旧1001 - 1040の残存車32両が1001 - 1032、旧1041 - 1085の残存車25両が1033 - 1057、旧1001 - 1085の戦災復旧車5両が1058 - 1062に改番され、最終的に62両の体制となった。なお、この時旧1086 - 1130のものは形状の違いから1100形として区分されている。当初は錦糸堀、目黒、神明町の各車庫に所属していたが、錦糸堀所属車のうち1段ステップの物は荒川へ、2段ステップの物は目黒、神明町へ転属となった。
1954年（昭和29年）に9両が7000形7021・7023 - 7030（初代）に更新改造され、また1955年（昭和30年）には1016が車体延長改造を受け下述の1300形1301となっている。
1956年（昭和31年）以降更新修繕が進められ、この中で1007・1008は試験的に前面方向幕の拡幅がされている。また、1007は空気バネ台車の試験車となっていた。
1964年（昭和39年）以降廃車が進み、1967年（昭和42年）の第一次都電撤去時に全車廃車された。この中で1両が西武所沢車両工場で客車化改造を受け、羽後交通へ譲渡され、横荘線で使用された。

### 保存車
廃車後は公園や幼稚園の遊具、倉庫等の目的で保存された車両も多く、1990年代以前は各地で保存されている姿が見られた。
1028号は日野市に譲渡され、1966年に開設された日野市立多摩平図書館（1971年閉館）として利用された。
小田急黒川駅付近の山に置いてあった1017号が最後の残存車と思われるが、1996年（平成8年）頃、付近の道路拡張の際に山が崩されると共に撤去された。また、その山は1017号の存在から付近の子供などに「でんしゃ山」の通称で呼ばれていた。
上記の他にも1015号、1024号、1052号など数々の車両が保存されたが、2021年現在確認されている中で現存する車両は無い。

## 1100形
1000形のうち旧1086 - 1130の残存車23両と戦災復旧車5両の計28両を、1000形との形状の相違から改番したもの。残存車が1101 - 1123、戦災復旧車が1124 - 1128となっている。
元が1000形の一部を改番したものなので運用面や修繕も1000形と同様の進捗であった。また、1106が1954年に7000形7022（初代）に更新され、1104が1956年に車体延長で1300形1302となっている点も1000形同様である。目黒、神明町の両車庫に所属し、1000形と一緒に運用されていた。
形式消滅も1000形同様、1967年の第一次都電撤去時であった。

## 1300形
1955年に1000形1016、1956年に1100形1104から改造して登場した車体延長試作車。
1950年（昭和25年）、新車体を製造せずに中型車を大型車へと改造する計画が持ち上がった。1300形はその試作車として改造されたもので、両車は芝浦の車両工場で改造が行われた。その改造は、車体を中央部で切断し、窓二枚分車体を延長するというものであった。この改造により、新車を製造する場合と比較して大幅なコストダウンが実現しており、また、実際の運用にも十分耐えうると評価された。なお、改造に際して両車とも方向幕の拡大が行われている。
この結果を元に、1961年（昭和36年）に1500形が量産改造車として同様の改造を施されている。2両とも錦糸堀車庫に配置され、同所に配置された1500形と共通して運用された。
廃車は1000形・1100形と同じ1967年だが、1両は第一次都電撤去前、もう1両が第一次都電撤去時である。
ちなみに、1200形は109両が新製されたため、一部に1300番台のものがある。また、同形の戦災復旧車は当初残存車の続番となったため1310 - 1334の番号となっていた。更生復旧車にはこうした混乱が多く見られた。